# Olympische Sommerspiele 1920/Schwimmen – 100 m Freistil (Frauen)
Der Schwimmwettkampf über 100 Meter Freistil der Frauen bei den Olympischen Spielen 1920 in Antwerpen wurde vom 23. bis 25. August ausgetragen.

## Rekorde
Vor Beginn der Olympischen Spiele waren folgende Rekorde gültig:
| Weltrekord         | 1:16,2 min | Fanny Durack | Sydney, Australien  | 6. Februar 1915 |
| Olympischer Rekord | 1:19,8 min | Fanny Durack | Stockholm, Schweden | 11. Juli 1912   |

Folgende neue Rekorde wurden aufgestellt:
| Weltrekord         | 1:14,4 min | Ethelda Bleibtrey | Halbfinale 3 |
| Weltrekord         | 1:13,6 min | Ethelda Bleibtrey | Finale       |
| Olympischer Rekord | 1:18,0 min | Frances Schroth   | Halbfinale 1 |

## Ergebnisse

### Halbfinale
Die ersten zwei Athletinnen eines jeden Laufs und die schnellste Dritte qualifizierten sich für das Finale.
Halbfinale 1
| Rang | Athlet             | Nation             | Zeit       | Anm.  |
| ---- | ------------------ | ------------------ | ---------- | ----- |
| 1    | Frances Schroth    | Vereinigte Staaten | 1:18,0 min | Q, OR |
| 2    | Charlotte Boyle    | Vereinigte Staaten | 1:20,4 min | Q     |
| 3    | Rie Beisenherz     | Niederlande        | 1:22,6 min |       |
| 4    | Yvonne Degraine    | Frankreich         | unbekannt  |       |
| 5    | Aina Berg          | Schweden           | unbekannt  |       |
| 6    | Lillian Birkenhead | Großbritannien     | unbekannt  |       |

Halbfinale 2
| Rang | Athlet               | Nation             | Zeit       | Anm. |
| ---- | -------------------- | ------------------ | ---------- | ---- |
| 1    | Irene Guest          | Vereinigte Staaten | 1:18,8 min | Q    |
| 2    | Constance Jeans      | Großbritannien     | 1:20,8 min | Q    |
| 3    | Violet Walrond       | Neuseeland         | 1:21,4 min | q    |
| 4    | Germaine Van Dievoet | Belgien            | unbekannt  |      |
| 5    | Suzanne Wurtz        | Frankreich         | unbekannt  |      |
| 6    | Carin Nilsson        | Schweden           | unbekannt  |      |
| 7    | Charlotte Radcliffe  | Großbritannien     | unbekannt  |      |

Halbfinale 3
| Rang | Athlet            | Nation                | Zeit       | Anm.  |
| ---- | ----------------- | --------------------- | ---------- | ----- |
| 1    | Ethelda Bleibtrey | Vereinigte Staaten    | 1:14,4 min | Q, WR |
| 2    | Jane Gylling      | Schweden              | 1:25,6 min | Q     |
| 3    | Grace McKenzie    | Großbritannien        | 1:27,4 min |       |
| 4    | Ernestine Lebrun  | Frankreich            | unbekannt  |       |
| 5    | Blanche Nash      | Südafrikanische Union | unbekannt  |       |
| 6    | Lily Beaurepaire  | Australien            | unbekannt  |       |

### Finale
| Rang | Athlet            | Nation             | Zeit       | Anm. |
| ---- | ----------------- | ------------------ | ---------- | ---- |
| 1    | Ethelda Bleibtrey | Vereinigte Staaten | 1:13,6 min | WR   |
| 2    | Irene Guest       | Vereinigte Staaten | 1:17,0 min |      |
| 3    | Frances Schroth   | Vereinigte Staaten | 1:17,2 min |      |
| 4    | Constance Jeans   | Großbritannien     | 1:22,8 min |      |
| 5    | Rie Beisenherz    | Niederlande        | unbekannt  |      |
| 6    | Jane Gylling      | Schweden           | unbekannt  |      |
| —    | Charlotte Boyle   | Vereinigte Staaten | DNF        |      |